# Parafia Wniebowstąpienia Pańskiego w Ochlach
Parafia Wniebowstąpienia Pańskiego w Ochlach – rzymskokatolicka parafia położona w zachodniej części gminy Koło, południowej gminy Osiek Mały i wschodniej gminy Kramsk. Administracyjnie należy do dekanatu kolskiego (diecezja włocławska). Zamieszkuje ją 1300 wiernych.

## Kościoły
- kościół parafialny: Kościół Wniebowstąpienia Pańskiego w Ochlach

## Historia
Ochle w ciągu wieków należały kolejno do parafii: Trójcy Świętej w Dobrowie, św. Andrzeja Apostoła w Kościelcu i do 1984 – Podwyższenia Krzyża Świętego w Kole. Do 1818 były to tereny archidiecezji gnieźnieńskiej, następnie do 1925 – diecezji kujawsko-kaliskiej, a obecnie – diecezji włocławskiej.
W 1984 biskup włocławski Jan Zaręba utworzył w miejscowości ośrodek duszpasterski, a 24 lutego 1985 roku z fragmentów parafii Podwyższenia Krzyża Świętego w Kole, św. Bartłomieja Apostoła w Osieku Wielkim, św. Stanisława Biskupa w Kramsku oraz Niepokalanego Poczęcia NMP w Krzymowie erygowano samodzielną parafię.

## Kościół
Kościół parafialny pod wezwaniem Wniebowstąpienia Pańskiego został wybudowany w latach 1981–1984 staraniem ks. Serafina Opałko, według projektu Aleksandra Holasa. Budynek wzniesiony jest z cegły klinkierowej, w niektórych miejscach otynkowany. Świątynia wraz z plebanią pokryta jest blachodachówką. Koskekracji kościoła 4 maja 1989 roku dokonał biskup włocławski Henryk Muszyński.
14 lutego 2021 biskup włocławski Wiesław Mering dokonał poświęcenia ołtarza w kościele.
Obok świątyni postawiono stalową dzwonnicę. Jeden dzwon pochodzi z odlewni dzwonów firmy Felczyńskich z Przemyśla.

## Informacje ogólne
W skład granic administracyjnych parafii wchodzą:
powiat kolski
- gmina Koło
  - Koprówka (część wsi Dzierawy)
  - Lubiny
  - Ochle
- gmina Osiek Mały
  - Nowe Budki
  - Stare Budki

powiat koniński
- gmina Kramsk
  - Borki
  - Drążek
  - Konstantynów
  - Ksawerów (część)
  - Stanisławów

Placówki edukacyjne znajdujące się w granicach administracyjnych parafii:
- Nowe Budki
  - Szkoła Podstawowa

## Proboszczowie
- ks. Czesław Zaremba (1985–2014)
- ks. Sławomir Walczak (2014–2020)[1]
- ks. Andrzej Prokopowicz (administrator, 2020-2022)[2]
- ks. Mariusz Budkiewicz (od 2022)

## Odpust parafialny
- uroczystość Wniebowstąpienia Pańskiego
- 15 września – Matki Bożej Bolesnej